# Campeonato Mundial de Hockey sobre Hielo Masculino de 2009
El LXXIII Campeonato Mundial de Hockey sobre Hielo Masculino se celebró en Zúrich y Berna (Suiza) entre el 24 de abril y el 10 de mayo de 2009 bajo la organización de la Federación Internacional de Hockey sobre Hielo (IIHF) y la Federación Suiza de Hockey sobre Hielo.

## Sedes
| Grupo | Ciudad | Instalación         | Capacidad |
| ----- | ------ | ------------------- | --------- |
| A y D | Zúrich | Arena Zurich-Kloten |           |
| B y C | Berna  | PostFinance-Arena   |           |

## Grupos
| Grupo A     | Grupo B  | Grupo C        | Grupo D         |
| ----------- | -------- | -------------- | --------------- |
| Canadá      | Rusia    | Suecia         | Finlandia       |
| Eslovaquia  | Suiza    | Estados Unidos | República Checa |
| Bielorrusia | Alemania | Letonia        | Noruega         |
| Hungría     | Francia  | Austria        | Dinamarca       |

## Primera fase

### Grupo A
| Equipo      | J | G | EG | EP | P | GF | GC | DG  | PTS |
| ----------- | - | - | -- | -- | - | -- | -- | --- | --- |
| Canadá      | 3 | 3 | 0  | 0  | 0 | 22 | 4  | +18 | 9   |
| Bielorrusia | 3 | 1 | 1  | 0  | 1 | 6  | 8  | -2  | 5   |
| Eslovaquia  | 3 | 1 | 0  | 1  | 1 | 8  | 12 | -4  | 4   |
| Hungría     | 3 | 0 | 0  | 0  | 3 | 4  | 16 | -12 | 0   |

- Resultados

| Fecha | Hora² | Partido¹    | Partido¹ | Partido¹    | Resultado      |
| ----- | ----- | ----------- | -------- | ----------- | -------------- |
| 24.04 | 16:15 | Bielorrusia | -        | Canadá      | 1-6            |
| 24.04 | 20:15 | Eslovaquia  | -        | Hungría     | 4-3            |
| 26.04 | 16:15 | Eslovaquia  | -        | Bielorrusia | 1-2 (1-1, 0-1) |
| 26.04 | 20:15 | Canadá      | -        | Hungría     | 9-0            |
| 28.04 | 16:15 | Hungría     | -        | Bielorrusia | 1-3            |
| 28.04 | 20:15 | Canadá      | -        | Eslovaquia  | 7-3            |

- (¹) -  Todos en Zúrich
- (²) -  Hora local de Suiza (UTC+2, CEST)

### Grupo B
| Equipo   | J | G | EG | EP | P | GF | GC | DG  | PTS |
| -------- | - | - | -- | -- | - | -- | -- | --- | --- |
| Rusia    | 3 | 3 | 0  | 0  | 0 | 16 | 4  | +12 | 9   |
| Suiza    | 3 | 1 | 1  | 0  | 1 | 6  | 6  | 0   | 5   |
| Francia  | 3 | 1 | 0  | 0  | 2 | 4  | 9  | -5  | 3   |
| Alemania | 3 | 0 | 0  | 1  | 2 | 3  | 10 | -7  | 1   |

- Resultados

| Fecha | Hora² | Partido¹ | Partido¹ | Partido¹ | Resultado      |
| ----- | ----- | -------- | -------- | -------- | -------------- |
| 24.04 | 16:15 | Alemania | -        | Rusia    | 0-5            |
| 24.04 | 20:15 | Suiza    | -        | Francia  | 1-0            |
| 26.04 | 16:15 | Suiza    | -        | Alemania | 3-2 (2-2, 1-0) |
| 26.04 | 20:15 | Rusia    | -        | Francia  | 7-2            |
| 28.04 | 16:15 | Rusia    | -        | Suiza    | 4-2            |
| 28.04 | 20:15 | Francia  | -        | Alemania | 2-1            |

- (¹) -  Todos en Berna
- (²) -  Hora local de Suiza (UTC+2, CEST)

### Grupo C
| Equipo         | J | G | EG | EP | P | GF | GC | DG  | PTS |
| -------------- | - | - | -- | -- | - | -- | -- | --- | --- |
| Estados Unidos | 3 | 2 | 0  | 1  | 0 | 15 | 9  | +6  | 7   |
| Suecia         | 3 | 1 | 1  | 1  | 0 | 15 | 9  | +6  | 6   |
| Letonia        | 3 | 1 | 1  | 0  | 1 | 7  | 6  | +1  | 5   |
| Austria        | 3 | 0 | 0  | 0  | 3 | 2  | 15 | -13 | 0   |

- Resultados

| Fecha | Hora² | Partido¹       | Partido¹ | Partido¹       | Resultado      |
| ----- | ----- | -------------- | -------- | -------------- | -------------- |
| 25.04 | 16:15 | Estados Unidos | -        | Letonia        | 4-2            |
| 25.04 | 20:15 | Suecia         | -        | Austria        | 7-2            |
| 27.04 | 16:15 | Estados Unidos | -        | Austria        | 6-1            |
| 27.04 | 20:15 | Letonia        | -        | Suecia         | 3-2 (2-2, 1-0) |
| 29.04 | 16:15 | Austria        | -        | Letonia        | 0-2            |
| 29.04 | 20:15 | Suecia         | -        | Estados Unidos | 6-5 (5-5, 1-0) |

- (¹) -  Todos en Berna
- (²) -  Hora local de Suiza (UTC+2, CEST)

### Grupo D
| Equipo          | J | G | EG | EP | P | GF | GC | DG  | PTS |
| --------------- | - | - | -- | -- | - | -- | -- | --- | --- |
| Finlandia       | 3 | 3 | 0  | 0  | 0 | 14 | 4  | +10 | 9   |
| República Checa | 3 | 2 | 0  | 0  | 1 | 13 | 6  | +7  | 6   |
| Noruega         | 3 | 0 | 1  | 0  | 2 | 7  | 14 | -7  | 2   |
| Dinamarca       | 3 | 0 | 0  | 1  | 2 | 5  | 15 | -10 | 1   |

- Resultados

| Fecha | Hora² | Partido¹        | Partido¹ | Partido¹        | Resultado      |
| ----- | ----- | --------------- | -------- | --------------- | -------------- |
| 25.04 | 16:15 | Noruega         | -        | Finlandia       | 0-5            |
| 25.04 | 20:15 | República Checa | -        | Dinamarca       | 5-0            |
| 27.04 | 16:15 | República Checa | -        | Noruega         | 5-2            |
| 27.04 | 20:15 | Finlandia       | -        | Dinamarca       | 5-1            |
| 29.04 | 16:15 | Dinamarca       | -        | Noruega         | 4-5 (4-4, 0-1) |
| 29.04 | 20:15 | Finlandia       | -        | República Checa | 4-3            |

- (¹) -  Todos en Zúrich
- (²) -  Hora local de Suiza (UTC+2, CEST)

## Segunda fase
Clasifican los tres mejores de cada grupo y se forman dos grupos, el E con los equipos clasificados de los grupos B y C, y el F con los de los grupos A y D.

### Grupo E
| Equipo         | J | G | EG | EP | P | GF | GC | DG  | PTS |
| -------------- | - | - | -- | -- | - | -- | -- | --- | --- |
| Rusia          | 5 | 4 | 1  | 0  | 0 | 27 | 11 | +16 | 14  |
| Suecia         | 5 | 2 | 1  | 2  | 0 | 23 | 18 | +5  | 10  |
| Estados Unidos | 5 | 2 | 0  | 2  | 1 | 19 | 18 | +1  | 8   |
| Letonia        | 5 | 1 | 2  | 0  | 2 | 15 | 14 | +1  | 7   |
| Suiza          | 5 | 1 | 1  | 1  | 2 | 9  | 13 | -4  | 6   |
| Francia        | 5 | 0 | 0  | 0  | 5 | 8  | 27 | -19 | 0   |

- Resultados

| Fecha | Hora² | Partido¹       | Partido¹ | Partido¹       | Resultado      |
| ----- | ----- | -------------- | -------- | -------------- | -------------- |
| 30.04 | 16:15 | Rusia          | -        | Suecia         | 6-5 (5-5, 1-0) |
| 30.04 | 20:15 | Suiza          | -        | Letonia        | 1-2 (1-1, 0-1) |
| 01.05 | 20:15 | Estados Unidos | -        | Francia        | 6-2            |
| 02.05 | 16:15 | Francia        | -        | Letonia        | 1-7            |
| 02.05 | 20:15 | Rusia          | -        | Estados Unidos | 4-1            |
| 03.05 | 16:15 | Suiza          | -        | Suecia         | 1-4            |
| 03.05 | 20:15 | Letonia        | -        | Rusia          | 1-6            |
| 04.05 | 16:15 | Suecia         | -        | Francia        | 6-3            |
| 04.05 | 20:15 | Estados Unidos | -        | Suiza          | 3-4 (3-3, 0-1) |

- (¹) -  Todos en Berna
- (²) -  Hora local de Suiza (UTC+2, CEST)

### Grupo F
| Equipo          | J | G | EG | EP | P | GF | GC | DG  | PTS |
| --------------- | - | - | -- | -- | - | -- | -- | --- | --- |
| Canadá          | 5 | 4 | 0  | 1  | 0 | 26 | 10 | +16 | 13  |
| Finlandia       | 5 | 2 | 2  | 1  | 0 | 16 | 9  | +7  | 11  |
| República Checa | 5 | 3 | 0  | 0  | 2 | 20 | 11 | +9  | 9   |
| Bielorrusia     | 5 | 0 | 3  | 0  | 2 | 8  | 13 | -5  | 6   |
| Eslovaquia      | 5 | 0 | 1  | 2  | 2 | 8  | 21 | -13 | 4   |
| Noruega         | 5 | 0 | 0  | 2  | 3 | 7  | 21 | -14 | 2   |

- Resultados

| Fecha | Hora² | Partido¹        | Partido¹ | Partido¹        | Resultado      |
| ----- | ----- | --------------- | -------- | --------------- | -------------- |
| 30.04 | 16:15 | Bielorrusia     | -        | Noruega         | 3-2 (2-2, 1-0) |
| 30.04 | 20:15 | Canadá          | -        | República Checa | 5-1            |
| 01.05 | 20:15 | Finlandia       | -        | Eslovaquia      | 2-1 (1-1, 1-0) |
| 02.05 | 16:15 | República Checa | -        | Eslovaquia      | 8-0            |
| 02.05 | 20:15 | Finlandia       | -        | Bielorrusia     | 1-2 (1-1, 0-1) |
| 03.05 | 16:15 | Noruega         | -        | Canadá          | 1-5            |
| 03.05 | 20:15 | Bielorrusia     | -        | República Checa | 0-3            |
| 04.05 | 16:15 | Eslovaquia      | -        | Noruega         | 3-2 (2-2, 1-0) |
| 04.05 | 20:15 | Canadá          | -        | Finlandia       | 3-4 (3-3, 0-1) |

- (¹) -  Todos en Zúrich
- (²) -  Hora local de Suiza (UTC+2, CEST)

## Fase final
|  | Cuartos de final | Cuartos de final |                |        | Semifinales | Semifinales |  |       | Final      | Final      |  |
|  | 6 y 7 de mayo    | 6 y 7 de mayo    |                |        | 8 de mayo   | 8 de mayo   |  |       | 10 de mayo | 10 de mayo |  |
|  |                  |                  |                |        |             |             |  |       |            |            |  |
|  |                  |                  |                |        |             |             |  |       |            |            |  |
|  | Rusia            | 4                |                |        |             |             |  |       |            |            |  |
|  | Rusia            | 4                |                |        |             |             |  |       |            |            |  |
|  | Bielorrusia      | 3                |                |        |             |             |  |       |            |            |  |
|  | Bielorrusia      | 3                |                | Rusia  | 3           |             |  |       |            |            |  |
|  |                  |                  |                | Rusia  | 3           |             |  |       |            |            |  |
|  |                  |                  | Estados Unidos | 2      |             |             |  |       |            |            |  |
|  | Finlandia        | 2                | Estados Unidos | 2      |             |             |  |       |            |            |  |
|  | Finlandia        | 2                |                |        |             |             |  |       |            |            |  |
|  | Estados Unidos   | 3                |                |        |             |             |  |       |            |            |  |
|  | Estados Unidos   | 3                |                |        |             |             |  | Rusia | 2          |            |  |
|  |                  |                  |                |        |             |             |  | Rusia | 2          |            |  |
|  |                  |                  | Canadá         | 1      |             |             |  |       |            |            |  |
|  | Canadá           | 4                | Canadá         | 1      |             |             |  |       |            |            |  |
|  | Canadá           | 4                |                |        |             |             |  |       |            |            |  |
|  | Letonia          | 2                |                |        |             |             |  |       |            |            |  |
|  | Letonia          | 2                |                | Canadá | 3           |             |  |       |            |            |  |
|  |                  |                  |                | Canadá | 3           |             |  |       |            |            |  |
|  |                  |                  | Suecia         | 1      |             |             |  |       |            |            |  |
|  | Suecia           | 3                | Suecia         | 1      |             |             |  |       |            |            |  |
|  | Suecia           | 3                |                |        |             |             |  |       |            |            |  |
|  | República Checa  | 1                |                |        |             |             |  |       |            |            |  |
|  | República Checa  | 1                |                |        |             |             |  |       |            |            |  |
|  |                  |                  |                |        |             |             |  |       |            |            |  |

### Cuartos de final
| Fecha | Hora² | Partido¹  | Partido¹ | Partido¹        | Resultado |
| ----- | ----- | --------- | -------- | --------------- | --------- |
| 06.05 | 16:15 | Rusia     | -        | Bielorrusia     | 4-3       |
| 06.05 | 20:15 | Finlandia | -        | Estados Unidos  | 2-3       |
| 07.05 | 16:15 | Canadá    | -        | Letonia         | 4-2       |
| 07.05 | 20:15 | Suecia    | -        | República Checa | 3-1       |

- (¹) -  Todos en Berna
- (²) -  Hora local de Suiza (UTC+2, CEST)

### Semifinales
| Fecha | Hora² | Partido¹ | Partido¹ | Partido¹       | Resultado |
| ----- | ----- | -------- | -------- | -------------- | --------- |
| 08.05 | 16:15 | Rusia    | -        | Estados Unidos | 3-2       |
| 08.05 | 20:15 | Canadá   | -        | Suecia         | 3-1       |

- (¹) -  Todos en Berna
- (²) -  Hora local de Suiza (UTC+2, CEST)

### Tercer puesto
| Fecha | Hora² | Partido¹ | Partido¹ | Partido¹       | Resultado |
| ----- | ----- | -------- | -------- | -------------- | --------- |
| 10.05 | 16:00 | Suecia   | -        | Estados Unidos | 4-2       |

### Final
| Fecha | Hora² | Partido¹ | Partido¹ | Partido¹ | Resultado |
| ----- | ----- | -------- | -------- | -------- | --------- |
| 10.05 | 20:30 | Rusia    | -        | Canadá   | 2-1       |

- (¹) -  En Berna
- (²) -  Hora local de Suiza (UTC+2, CEST)

## Medallero
|       |        |        |
| Rusia | Canadá | Suecia |

## Estadísticas

### Clasificación general
| 1. Rusia           |
| 2. Canadá          |
| 3. Suecia          |
| 4. Estados Unidos  |
| 5. Finlandia       |
| 6. República Checa |
| 7. Letonia         |
| 8. Bielorrusia     |
| 9. Suiza           |
| 10. Eslovaquia     |
| 11. Noruega        |
| 12. Francia        |
| 13. Dinamarca      |
| 14. Austria        |
| 15. Alemania       |
| 16. Hungría        |

Los dos últimos descienden a la División I